# Ein Lied für Millstreet
Unter dem Titel Ein Lied für Millstreet fand die österreichische Vorentscheidung zum Eurovision Song Contest 1993 am 20. März 1993 statt. Tony Wegas vertrat Österreich mit dem Lied Maria Magdalena in Millstreet, wo er den 14. Platz erreichen konnte.

## Format
Nachdem es 1992 eine interne Auswahl gab, wurde 1993 wieder eine nationale Vorentscheidung veranstaltet, die aber nur die Auswahl des Liedes betraf – Tony Wegas war vom ORF bereits als Interpret ausgewählt worden. Während des Februars 1993 wurden im Radio sieben Lieder gespielt. Die Zuhörer sollten für ihr Lieblingslied per Postkarte abstimmen.
Die Show am 20. März 1993 wurde vom Kabarettisten Michael Niavarani und dem Entertainer Andreas Steppan moderiert. Bevor das Siegerlied bekannt gegeben wurde, sind Videos der sieben Lieder gezeigt worden.  
Der ORF erhielt insgesamt 15.245 Postkarten von denen 6.170 für Maria Magdalena waren.

## Voting
| Platz | Startnr. | Interpret  | Lied                | Stimmen |
| ----- | -------- | ---------- | ------------------- | ------- |
| 01.   | 03       | Tony Wegas | Maria Magdalena     | 6.170   |
| 02.   | 01       | Tony Wegas | Einfach so          | tbd     |
| 03.   | 04       | Tony Wegas | Mitten in der Nacht | tbd     |
| 04.   | 02       | Tony Wegas | Nie wieder          | tbd     |
| 05.   | 06       | Tony Wegas | La luna             | tbd     |
| 06.   | 05       | Tony Wegas | Es wird alles gut   | tbd     |
| 07.   | 07       | Tony Wegas | Tief in mir         | tbd     |